# Glyphaclastus uvulus
Glyphaclastus uvulus là một loài tò vò trong họ Ichneumonidae.